# Indira Talwani
Indira Talwani,  née le 6 octobre 1960, est une juge américaine du tribunal de district du Massachusetts.

## Biographie
Indira Talwani, après un Juris Doctor en 1988 de la faculté de droit de l'UC Berkeley, est, de 1988 à 1989, assistante juridique auprès du juge du tribunal de district Stanley Alexander Weigel (en) pour le district nord de la Californie. 
De 1989 à 1999, est associée au sein du cabinet d'avocats Altshuler Berzon LLP de San Francisco, en Californie, puis, de 1999 à 2014,  au cabinet d'avocats Segal Roitman LLP de Boston, Massachusetts, où elle se spécialise dans les litiges civils .

### Juge fédéral
En septembre 2013, le président Barack Obama la nomme juge de district du Massachusetts, au siège laissé vacant par le juge Mark L. Wolf (en). Sa candidature est validée par le Sénat en mai 2014 et elle prend ses fonctions le 12 mai 2014.
Indira Talwani est la juge de l'affaire « Varsity Blues scandal (en) » qui consiste, en 2019, à truquer les admissions dans des universités renommées pour les enfants de personnalités ou d'enfants d'anciens élèves. C'est à ce titre qu'est condamnée l'actrice Felicity Huffman à 14 jours de prison, 1 an de liberté surveillée, une amende de 30 000 $ et 250 heures de travaux d'intérêt général après que Huffman ait plaidé coupable.
Le 14 avril, au motif que la procédure d’expulsion accélérée s’applique aux non-citoyens entrés illégalement aux États-Unis, mais pas à ceux qui y séjournent légalement en vertu de programmes gouvernementaux, Indira Talwani ordonne la suspension de l'ordonnance du président américain Donald Trump, révoquant le statut légal de 532 000 immigrés cubains, haïtiens, vénézuéliens, nicaraguayens qui, selon ce texte, devaient quitter les États-Unis au plus tard le 24 avril 2025.